# TOMORROW (PINK SAPPHIREの曲)
TOMORROWはPINK SAPPHIREの6枚目のシングル。

## 内容
シングル表題曲としは初の自作曲作品である。テレビ朝日系『BIN-BIN HOUSE』エンディング・テーマ。

## 収録曲
1. TOMORROW
作詞：石田美紀　作曲：鈴木孝子　編曲：土方隆行・PINK SAPPHIRE
2. POWER OF LOVE
作詞：塚田彩湖　作曲：塚田彩湖・石田美紀　編曲：土方隆行・PINK SAPPHIRE